# Dansk Varmblod (hesterace)
 For alternative betydninger, se Dansk Varmblod. (Se også artikler, som begynder med Dansk Varmblod)
Dansk Varmblod (eller blot DV) er en blandingshest, der stammer fra Danmark fra omkring midten af det 20. århundrede. Den blev lavet ved at krydse danske hopper med hingste fra etablerede europæiske racer. I dag er varmblodshesten udbredt i hele verden. Hesten bruges i disciplinerne dressur, springning samt military og er kendetegnet ved samarbejdsvillighed, intelligens, årvågenhed samt omgængelighed. Den findes i alle farver og aftegn på ben og hoved er ikke ualmindeligt. Dens stangmål er typisk mellem 165 – 170 cm.